# Fontaine-sur-Ay
Fontaine-sur-Ay is een gemeente in het Franse departement Marne (regio Grand Est) en telt 237 inwoners (1999). De plaats maakt deel uit van het arrondissement Épernay.

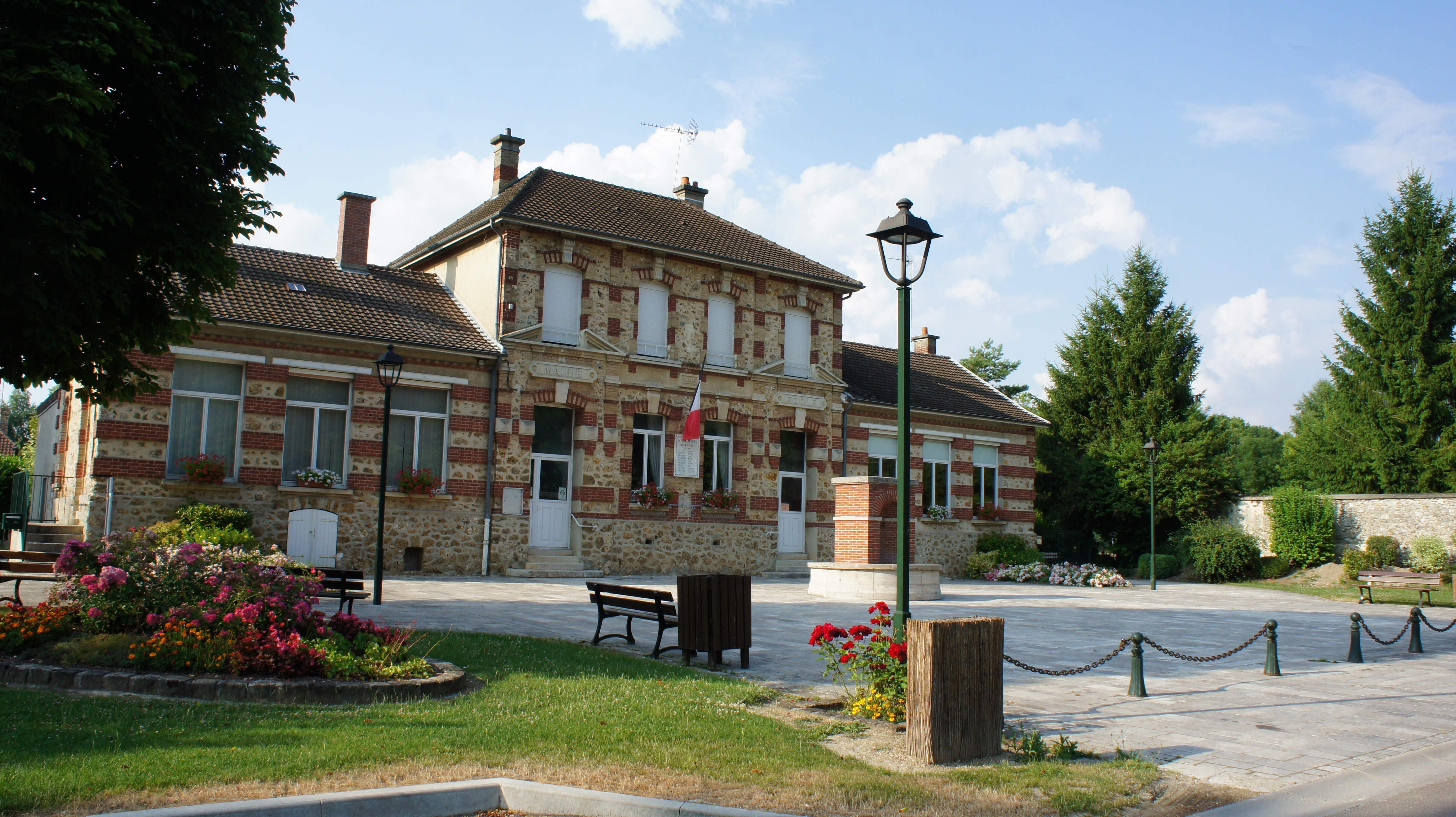
Gemeentehuis
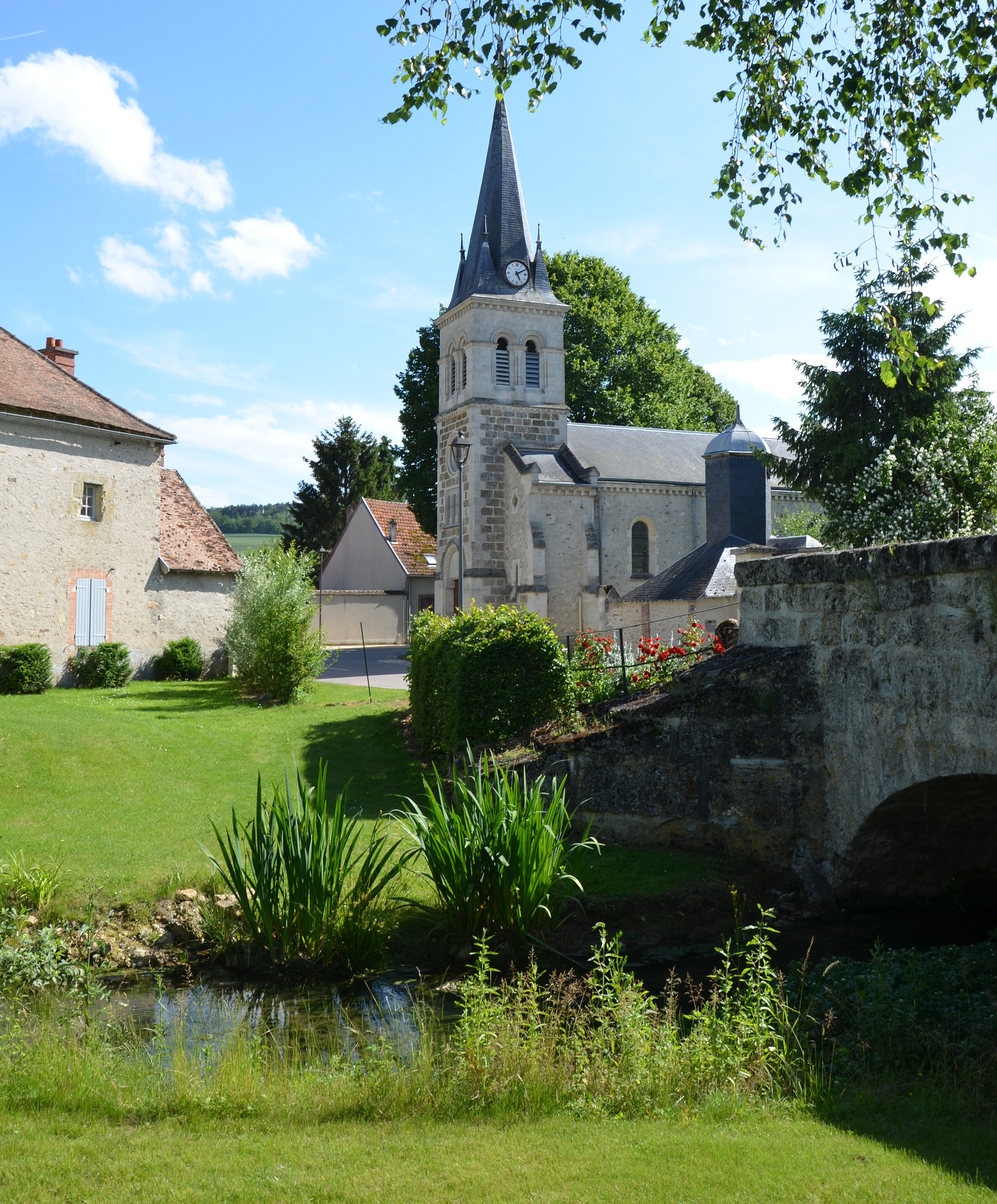
Kerk van Fontaine-sur-Ay

## Geografie
De oppervlakte van Fontaine-sur-Ay bedraagt 7,7 km², de bevolkingsdichtheid is 30,8 inwoners per km².
De onderstaande kaart toont de ligging van Fontaine-sur-Ay met de belangrijkste infrastructuur en aangrenzende gemeenten.

## Demografie
Onderstaande figuur toont het verloop van het inwonertal (bron: INSEE-tellingen).